# Émile Janlet
Charles-Émile Janlet est un architecte bruxellois né le 1er janvier 1839 et décédé le 14 septembre 1919, représentatif de l'architecture éclectique en Belgique.

## Biographie
Émile Janlet est le fils de Félix Janlet, le « plafonneur architecte » avec qui il travaille jusqu'à la mort de ce dernier, en 1866.
Il épouse à Bruxelles le 24 février 1870, Anne Van Keerbergen, née à Bruxelles le 20 février 1852, fille de Charles et de Marie Thérèse Josèphe Christiaens.
Il est élu membre de la classe des beaux-arts de l'Académie royale des sciences, des lettres et des beaux-arts de Belgique en janvier 1896.

## Démarche architecturale
Il est, avec Henri Beyaert dont il fut l’élève, et Jules-Jacques Van Ysendyck, l’un des initiateurs du renouveau de l’architecture Renaissance flamande en Belgique. Celle-ci habille des constructions nouvelles d’éléments empruntés au style flamand du passé comme la brique apparente, les tourelles d’angle, les balcons ou les pignons à redents.
Janlet se fait connaître à Bruxelles lors du concours organisé pour l’aménagement des boulevards centraux, aménagés sur le voûtement de la Senne. Plusieurs de ses projets d’immeubles commerciaux de style éclectique sont primés à cette occasion.
Sa clientèle privée, bourgeoise, lui commande des hôtels particuliers, la restauration ou la construction de châteaux.

## Principales réalisations

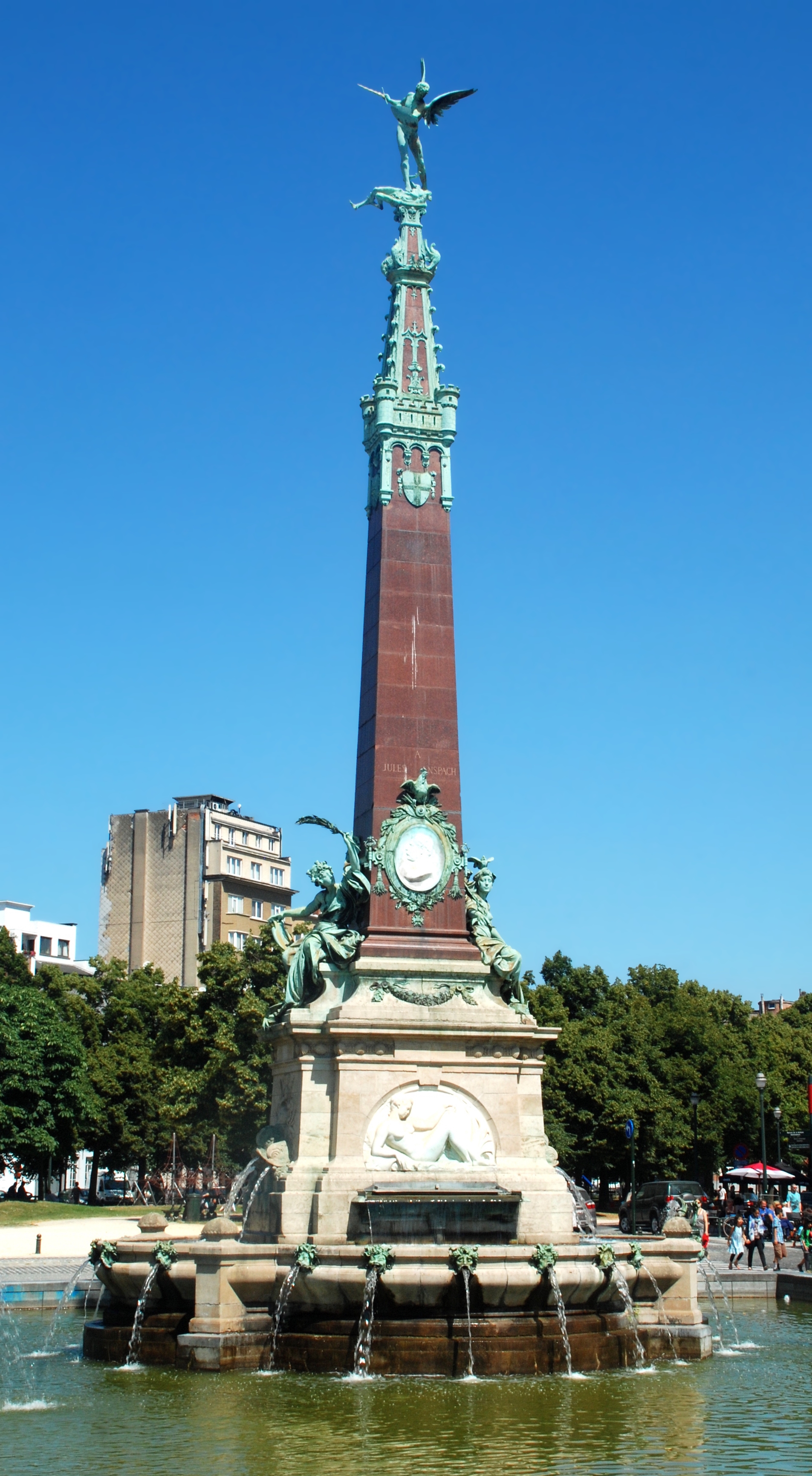
Fontaine Anspach (1897).

- 1872 : Café de la Bourse, à Bruxelles[2]
- 1878 : école communale n°13, place Anneessens, 11 à Bruxelles (aujourd'hui Institut Lucien Cooremans)[3]
- 1878 : Pavillon belge de l’exposition internationale de Paris de 1878
- 1881 : Château de Walzin à Dinant
- 1888 : structures métalliques de l’ancienne gare de Malines
- 1890 : série de 19 maisons - avenue Palmerston, quartier des Squares à Bruxelles (années 1890)
- 1897 : Fontaine Anspach et ses abords, place de Brouckère à Bruxelles (avec les sculpteurs P. De Vigne, Julien Dillens, Godefroid Devreese, Pierre Braecke et Georges Houtstont ; déplacée en 1981 au square des Blindés, au bout des quais aux Briques et du Bois à Brûler)[4]
- 1905 : première extension du Muséum des sciences naturelles à Bruxelles

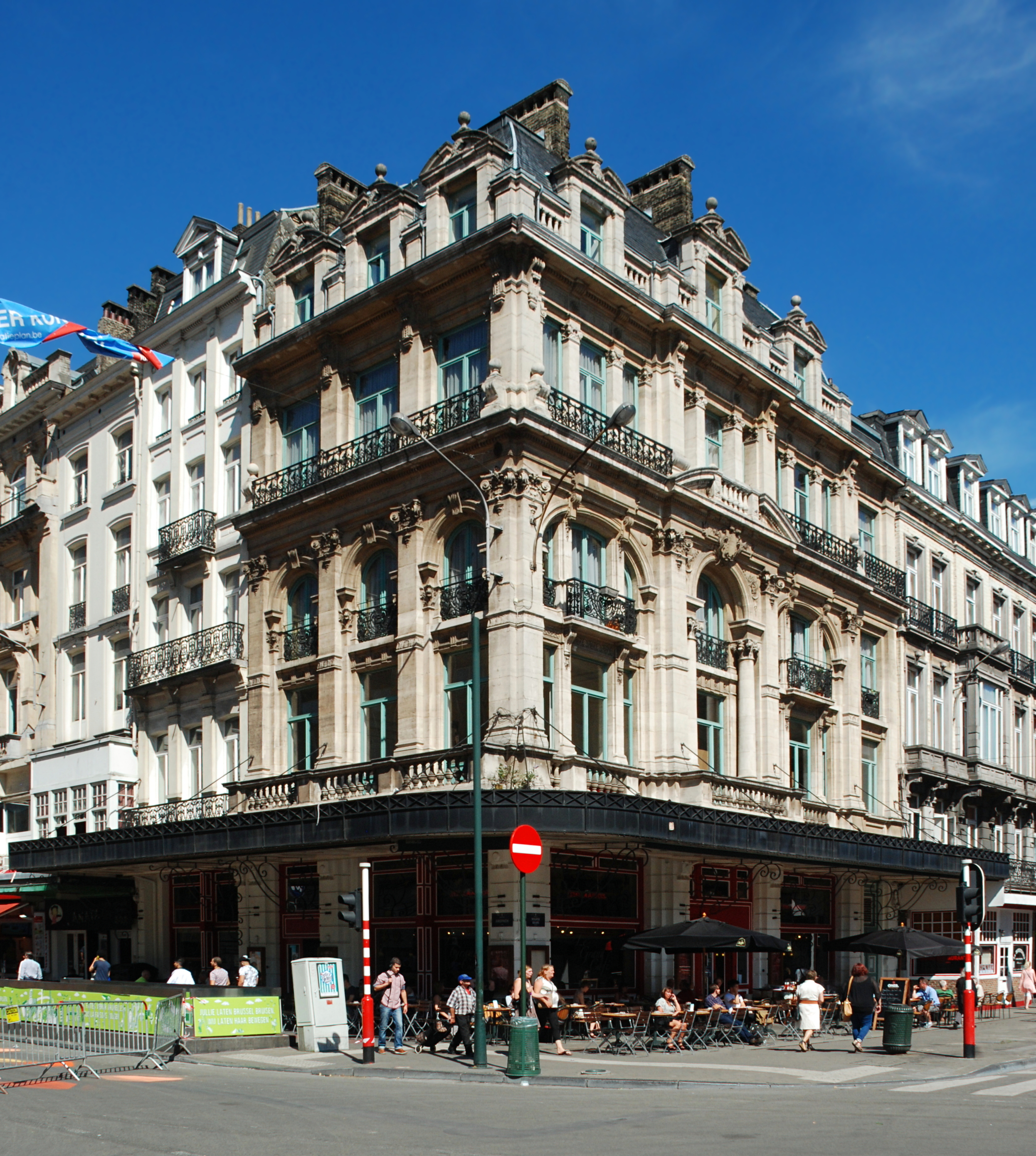
Café de la Bourse (1872).